# تشارلز إم. وايت
تشارلز إم. وايت (بالإنجليزية: Charles M. White)‏ هو شخصية أعمال أمريكي، ولد في 13 يونيو 1891 في أوكلاند في الولايات المتحدة، وتوفي في 10 يناير 1977 في بالم بيتش في الولايات المتحدة.